# Unió General de Treballadors del País Valencià
La Unió General de Treballadors del País Valencià (UGT-PV) és la secció del sindicat UGT al País Valencià. El seu Congrés Constituent se celebrà l'1 i 2 de juliol de 1988 al Palau de la Música de València, amb el lema "Per a una millor resposta sindical", amb una executiva composta per 11 persones, i encapçalada per Rafael Recuenco com a secretari General, en la qual Josefa Solá, va ser l'única dona. Aquest va ser un congrés on s'unificaven en una estructura de Comunitat Autònoma les estructures provincials que portaven anys de treball en la incipient democràcia. Les federacions de sector es van constituir en autonòmiques en els següents 10 anys.
UGT-PV va afermar la seua estructura i durant els anys 90 es van remodelar i van inaugurar les seus del sindicat davant la devolució de part del seu patrimoni històric confiscat pel franquisme. En 1990 s'inaugura la casa del Poble de València, seguida per les de Paterna, Benidorm, Torrent, Elx, Alacant, Alzira i Castelló.
En el VI Congrés Ordinari de la UGT-PV, celebrat en el Palau de Congressos de València els dies 23, 24 i 25 d'abril del 2009, va eixir elegit secretari general Conrado Hernández Mas, qui va substituir a Rafael Recuenco després de 22 anys al capdavant del sindicat.
Més endavant, al gener del 2015, el Comitè Nacional Extraordinari d'UGT-PV va triar a Gonzalo Pino secretari general, amb una executiva de 8 persones que incloïa tres dones i que va estar en el càrrec fins a maig de 2016 quan es va celebrar el 8é Congrés Nacional d'UGT-PV sota el lema UNIM, on va eixir elegit secretari general Ismael Sáez amb el 92,50% dels vots, al capdavant d'una executiva de 9 persones, on per primera vegada les dones són majoria. Ismael Sáez va ser reelegit en el IX Congrés d'UGT-PV celebrat en València sota el lema “Junts i Juntes Avancem” els dies 22 i 23 d'abril del 2021, amb el 93,4% dels vots, en un congrés on repetia l'anterior executiva.
En l'actualitat, UGT-PV està conformada per tres federacions i la seua estructura territorial es vertebra en 6 estructures comarcals:

## Estructura sectorial[calcitació]
- Federació d’Indústria, Construcció i Agro
- Federació de Serveis, Mobilitat i Consum
- Serveis Públics UGT PV

## Estructura territorial[calcitació]
- UC Comarques de Castelló
- UC Horta Nord-Camp de Morvedre-Camp del Túria
- UC València Sud i Interior
- UC La Ribera-La Safor-La Vall d'Albaida-La Costera-La Canal de Navarrés
- UC L'Alacantí-La Marina
- UC La Muntanya-Vinalopó-Vega Baixa

## Secretaris generals
- 1988-2009: Rafael Recuenco
- 2009-2015: Conrado Hernández
- 2015-2016: Gonzalo Pino[2]
- 2016-2025: Ismael Sáez[3]
- 2025-actualitat: Tino Calero[4]